# Good Luck Chuck
Good Luck Chuck (Brasil: Maldita Sorte / Portugal: Elas Não me Largam) é um filme americano de 2007, uma comédia escrita por Josh Stolberg e Steve Glenn, dirigida por Mark Helfrich e estrelada por Jessica Alba e Dane Cook.

## Sinopse
O filme, que se passa em Vancouver, conta a história de Chuck (Dane Cook) que separou-se após um longo namoro e descobriu que sua ex se casou logo após. Esse padrão se repete a cada parceira com quem ele se relaciona, cada uma delas encontra o homem certo para casar após ter relações sexuais com Chuck/Charlie. Ele vive bem com esta situação até se apaixonar por Cam Wexler (Jessica Alba), Chuck precisa encontrar uma forma de não repetir o padrão.

## Elenco
- Jessica Alba - Cam Wexler
- Dane Cook (Connor Price, jovem) - Dr. Charles Logan
- Dan Fogler (Troy Gentile, jovem) - Dr. Stuart Klaminsky
- Chellann Simmons - Carol
- Lonny Ross - Joe Wexler
- Michelle Harrison (Sasha Pieterse, jovem) - Anisha Carpenter
- Jodelle Ferland - Lila Carpenter

## Música
A trilha sonora do filme foi lançada em 18 de setembro de 2007
1. "I Was Zapped by the Lucky Super Rainbow" (Flaming Lips)
2. "Accident Prone" (The Honorary Title)
3. "Good Luck Chuck" (The Dandy Warhols)
4. "Love It When You Call" – Cherrytree House Version (The Feeling)
5. "Good Weekend" (Art Brut)
6. "Hurry Up Let's Go" (Shout Out Louds)
7. "Shut Me Out" (Aidan Hawken) – 2:49
8. "You're Gonna Get It" (Sharon Jones & The Dap-Kings)
9. "The Whistle Song" (Pepper)
10. "You Might Think" (The Cars)
11. "Physical" (Olivia Newton-John)
12. "Bela Lugosi's Dead" (Bauhaus)
13. "Crazy in Love" (Antique Gold)

## Recepção
O Metacritic, que usa uma média ponderada, atribuiu ao filme uma pontuação de 19 em 100, baseado em 23 críticos, indicando "antipatia esmagadora".